# 2012년 대한민국의 영화 목록
다음은 2012년에 개봉됐던 대한민국의 영화 목록이다.

## 목록
- 26년
- 48시간의 일탈
- 577 프로젝트
- 5백만불의 사나이
- 90분
- AV 아이돌
- AV스타납치사건
- I AM
- MB의 추억
- R2B: 리턴투베이스
- U.F.O.
- 가문의 귀환
- 가비
- 가시
- 간기남
- 간첩
- 강철대오 : 구국의 철가방
- 개들의 전쟁
- 건축학개론
- 공모자들
- 광해, 왕이 된 남자
- 그리움의 종착역
- 금지된 섹스 불륜2
- 깊은 사랑
- 깔깔깔 희망버스
- 나나나 : 여배우 민낯 프로젝트
- 나는 공무원이다
- 나는 왕이로소이다
- 나쁜 피
- 나의 PS 파트너
- 남영동1985
- 남쪽으로 간다
- 내 아내의 모든 것
- 내가 고백을 하면
- 내가 살인범이다
- 네모난원
- 네버엔딩 스토리
- 노크
- 늑대소년
- 다른나라에서
- 달팽이의 별
- 댄싱퀸
- 더 데이
- 도다리 - 리덕스
- 도둑들
- 돈 크라이 마미
- 돈의 맛
- 동학, 수운 최제우
- 두 개의 달
- 두 개의 문
- 두 개의 선
- 두 번의 결혼식과 한 번의 장례식
- 두레소리
- 듀엣
- 러브픽션
- 레드마리아
- 로맨스 조
- 롤플레이
- 리틀 제이콥
- 마티나
- 만화방
- 말하는 건축가
- 맛있는 불륜 - 택시
- 맛있는 섹스, 맛있는 상상
- 맛있는 스캔들
- 맥코리아
- 모피를 입은 비너스
- 몽정애 - 감독판
- 미국의 바람과 불
- 미쓰 마마
- 미쓰GO
- 미운오리새끼
- 미확인 동영상 : 절대클릭금지
- 밀월도 가는 길
- 밍크코트
- 바람과 함께 사라지다
- 바비
- 반드시 크게 들을 것 2 : Wild Days
- 반창꼬
- 백야
- 범죄소년
- 범죄와의 전쟁: 나쁜놈들 전성시대
- 복숭아나무
- 볼츠와 블립
- 봄, 눈
- 부귀영화
- 부러진 화살
- 비스트 앵콜 콘서트 3D
- 비정한 도시 감독판
- 사랑을 말하다
- 서태지 8집: 398일의 기록
- 설마 그럴리가 없어
- 섹스, 거짓말 그리고 비디오 테이프
- 수목장
- 슈퍼스타
- 스무살의 이중생활
- 스타: 빛나는 사랑
- 스팟걸-교수와 여제자
- 시간의 숲
- 시체가 돌아왔다
- 아버지는 개다
- 아부의 왕
- 안녕, 하세요!
- 야색야동
- 어머니
- 엄마에게
- 에스엠타운 라이브인도쿄스페셜에디션3D
- 여인의 숨결
- 연가시
- 열여덟, 열아홉
- 영건 탐정사무소
- 영화판
- 용의자X
- 우쿨렐레 사랑모임
- 원더풀 라디오
- 웨딩스캔들
- 위대한 비행
- 유신의 추억 - 다카키 마사오의 전성시대
- 은교
- 은실이
- 음치 클리닉
- 이방인들
- 이웃사람
- 인피니트 콘서트 세컨드 인베이전 에볼루션 더 무비 3D
- 자칼이 온다
- 잔혹한 앵글의 로망스
- 저스트 프렌즈
- 전망 좋은 방-맛있는 섹스
- 전망 좋은 방-밀애
- 전망 좋은 집
- 전망좋은해변 - 두여자
- 점박이:한반도의 공룡3D
- 점쟁이들
- 줄탁동시
- 차이나 블루
- 차형사
- 천국의 아이들
- 천사의 숨소리
- 철가방 우수氏
- 철암 계곡의 혈투
- 청춘그루브
- 청포도 사탕: 17년 전의 약속
- 코리아
- 코알라 키드 : 영웅의 탄생
- 킬링 타임
- 타워
- 태어나서 미안해
- 터치
- 통통한 혁명
- 투 올드 힙합 키드
- 트로피컬 마닐라
- 파닥파닥
- 파파
- 페이스메이커
- 플라스틱 섹스
- 피에타
- 핏불테리아
- 핑크
- 하나안
- 하울링
- 한경직
- 할머니는 일학년
- 해로
- 혜원아, 사랑해
- 홈 스위트 홈
- 화차
- 황제펭귄 펭이와 솜이
- 회사원
- 후궁 : 제왕의 첩

## 같이 보기
- 2012년 대한민국
- 대한민국의 여자 배우 목록
- 대한민국의 남자 배우 목록

## 참고 자료
- KOFIC 영화데이터베이스